# Simulador de regolito marciano

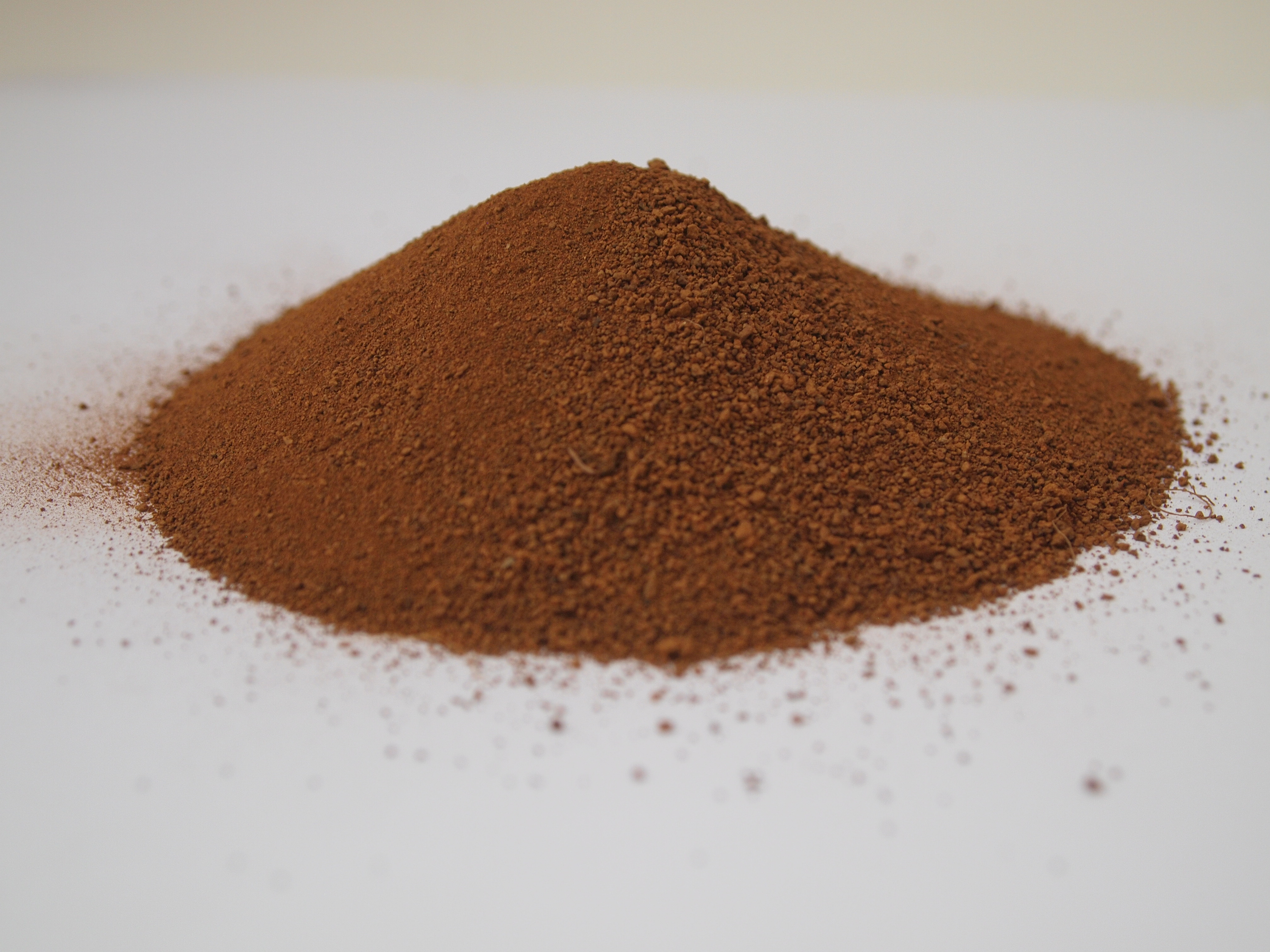
Una pila pequeña de JSC MARTE-1A

El simulador de regolito marciano (o simulador de suelo marciano) es un material terrestre que se utiliza para simular las propiedades químicas y mecánicas del regolito marciano para investigación, experimentos y pruebas de prototipos de actividades relacionadas con el regolito marciano, como la mitigación del polvo en el equipo de transporte, soporte vital avanzado. Sistemas y utilización de recursos in situ.

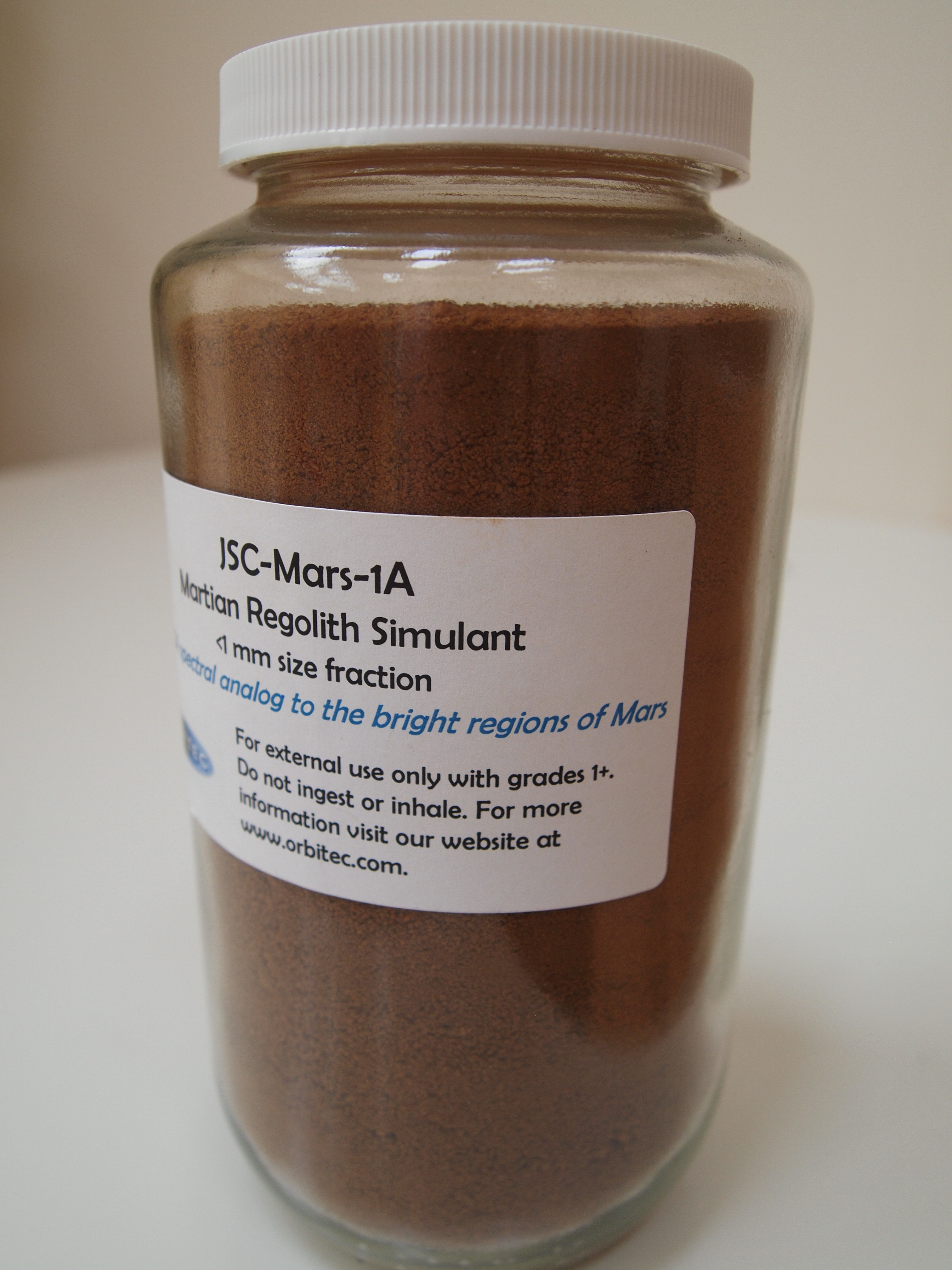
Un tarro de Martian regolith simulant JSC MARTE-1Un

## Variaciones

### JSC Marte-1 y JSC Marte-1A
Después de que los aterrizadores Viking y el rover del Mars Pathfinder aterrizaran en Marte, los instrumentos a bordo se utilizaron para determinar las propiedades del suelo marciano en los sitios de aterrizaje. Los estudios de las propiedades del suelo marciano llevaron al desarrollo del simulador de regolito marciano JSC Mars-1 en el Centro Espacial Johnson de la NASA en 1998. Contenía tefra palagonítica con una fracción de tamaño de partícula inferior a 1 milímetro. La tefra palagonítica, que es ceniza volcánica vítrea alterada a baja temperatura, se extrajo de una cantera en el cono de ceniza Pu'u Nene. Los estudios del cono, que se encuentran entre Mauna Loa y Mauna Kea en Hawái, indican que la tefra es un análogo espectral cercano a las regiones brillantes de Marte.
Cuando se agotó el suministro original de JSC Mars-1, hubo necesidad de material adicional. El Centro Marshall de Vuelos Espaciales de la NASA contrató a Orbital Technologies Corporation para suministrar 16 toneladas métricas de simulantes lunares y marcianos. La compañía también hizo ocho toneladas adicionales de simulante marciano disponibles para que otras partes interesadas las compren. Sin embargo, a partir de 2017 JSC Mars-1A ya no está disponible.

Después de moler para reducir su tamaño de partícula, JSC Mars-1A puede geopolimerizar en soluciones alcalinas formando un material sólido. Las pruebas muestran que la resistencia máxima a la compresión y flexión del geopolímero 'marciano' es comparable a la de los ladrillos de arcilla comunes. 

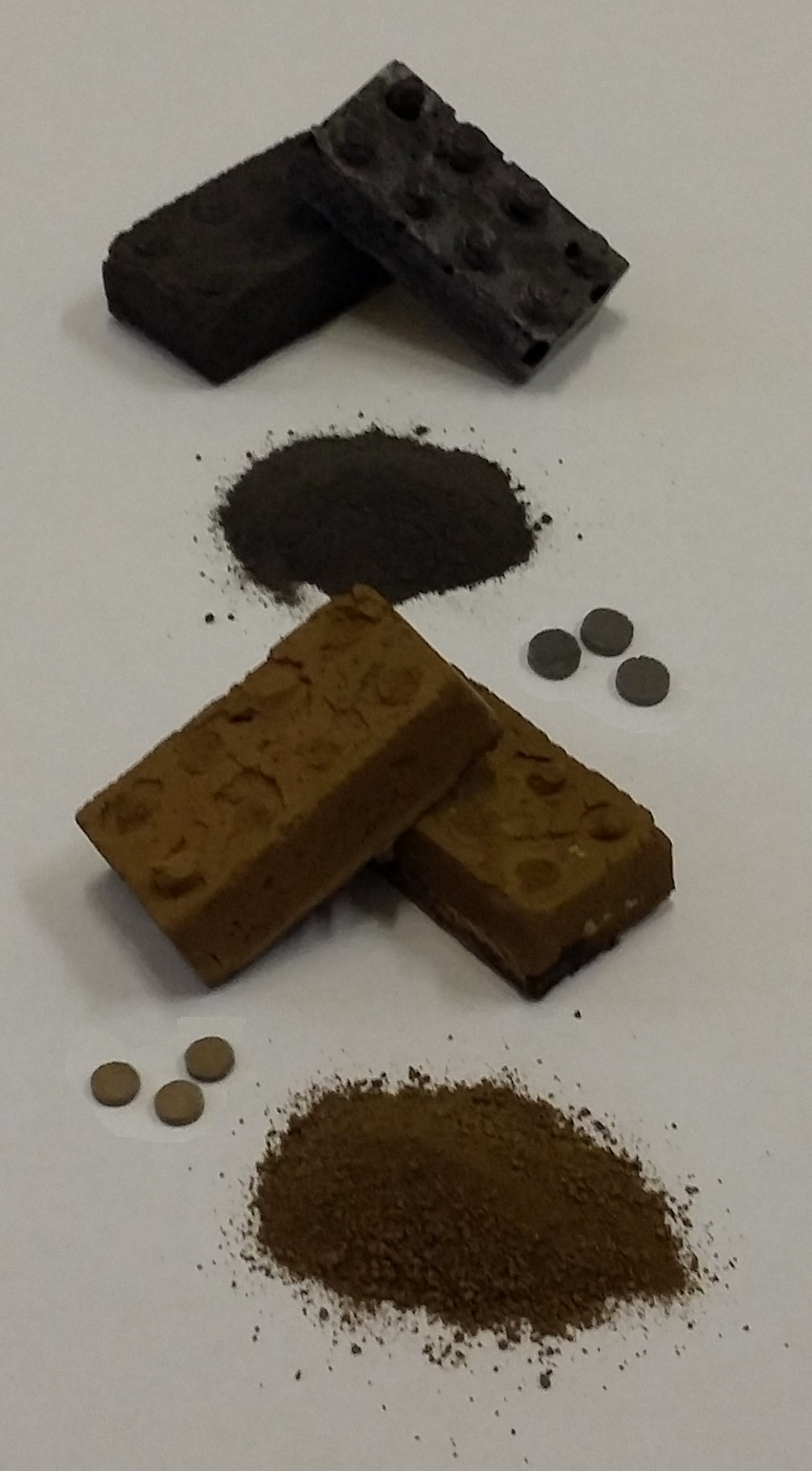
Geopolymers De lunar (JSC-1Un) y Martian (JSC MARTE-1Un) polvo simulants produjo en la Universidad de Birmingham

## Riesgos de salud

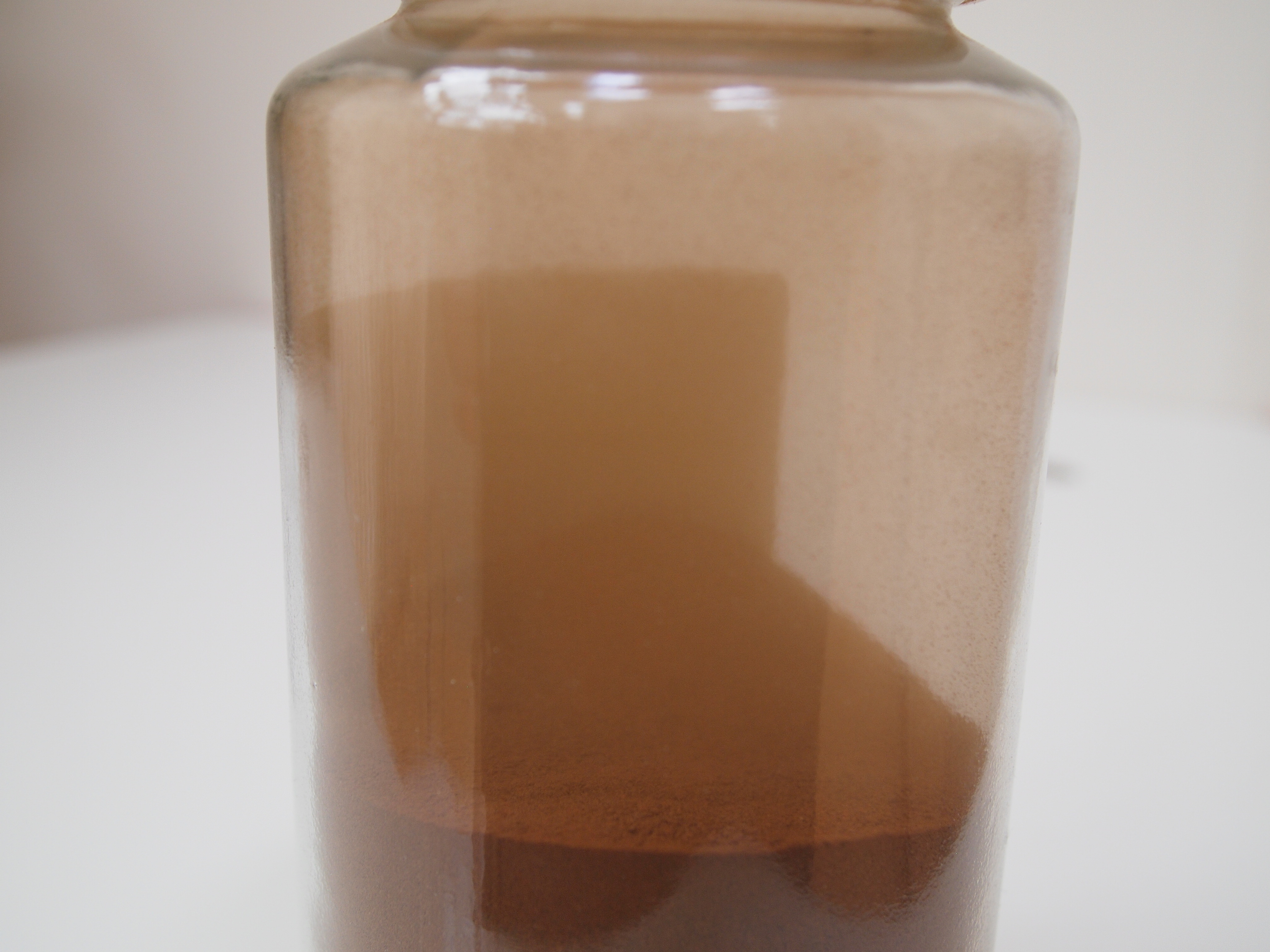
Polvillos de JSC MARTE-1Un interior un contenedor

La exposición a simulantes de regolito puede presentar algunos riesgos para la salud debido a las partículas finas y la presencia de sílice cristalina. JSC Mars-1A tiene un ligero riesgo de inhalación y contacto con los ojos que puede causar irritación en los ojos y en la vía respiratoria. Se ha investigado la toxicidad de los simulantes para las células del cuerpo. Se considera que JSC MARS-1 tiene citotoxicidad dependiente de la dosis. Por lo tanto, se recomienda tomar precauciones para minimizar la exposición al polvo fino en aplicaciones de ingeniería a gran escala.

## Uso estructural
Un estudio en UCSD mostró que el regolito marciano podría formarse por sí mismo en ladrillos muy fuertes, con aplicación de presión.